# Orkiestra Na Zdrowie
Orkiestra Na Zdrowie – polska grupa muzyczna wykonująca poezję śpiewaną, reggae i folk.

## Historia
Zespół powstał w 1986 r. Jego liderem jest znany poeta i bard Jacek Kleyff, który jest także autorem tekstów piosenek wykonywanych przez grupę. Wcześniej część muzyków Orkiestry Na Zdrowie grała w orkiestrze „Razem”. Zmienili nazwę po tym, gdy przenieśli się z podlubelskiej wsi do Warszawy.
Działalność zespołu opiera się głównie na czterogodzinnych „otwartych próbach”, w których bierze udział liczna publiczność z całej Polski. Muzyka ONZ, jak określają sami członkowie zespołu, to: naturalna muzyka do ruchu i do słuchu, silnie osadzona w rytmie. Swoisty styl zespołu oparty jest na syntezie muzyki reggae z muzyką etniczną – są tu rytmy folkowe i rockowe. Skład zespołu zmieniał się wielokrotnie, występowało w nim gościnnie wielu muzyków, m.in. Antonina Krzysztoń, Kuba Sienkiewicz czy Aleksander Korecki.

## Skład zespołu
- Jacek Kleyff – śpiew i gitara akustyczna
- Jerzy Słomiński – perkusja, bębny
- Anna Patynek - instrumenty perkusyjne,śpiew
- Daniel Słomiński – bas, bębny
- Jacek „Łoś” Osior – gitara elektryczna
- Sebastian Pikula – gitara elektryczna, syntezator gitarowy
- Joanna Ewa Zawłocka – śpiew
- Patrycjusz Włoskowski – dźwięk, dub[1]

Gościnnie:
- Wojciech „Morawiec” Morawski – instrumenty perkusyjne, piano
- Iga Kazimierczyk – śpiew, pomagajki
- Artur „Świtek” Świtkowski – duby, dźwięki

## Dyskografia
- Dziadki w Akwarium (MC, 1994, wyd. Folk Time)
- Jest los (MC, 1995, wyd. Folk Time, reedycja CD 2007)
- Jacek Kleyff - Piosenki (CD, 1999)
- Już (CD, wyd. Polskie Radio, 2004)
- Znaki (CD, wyd. Dalmafon, 2009)